# Esfigmomanómetro

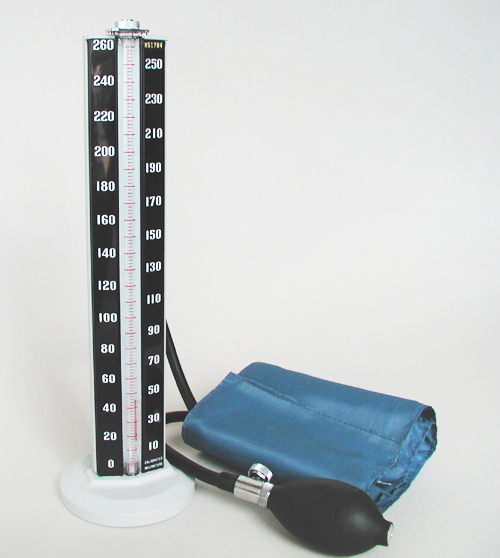
Esfigmomanómetro de columna de mercurio. Suele ser un instrumento preciso, generalmente empleado en los ensayos clínicos. En la actualidad, algunos están siendo retirados debido a su contenido de mercurio, elemento tóxico para la salud, no biodegradable.

Un esfigmomanómetro, tensiómetro o baumanómetro es un instrumento médico empleado para la medición indirecta de la presión arterial, proporcionando, por lo general, la medición en milímetros de mercurio (mmHg o torr). La palabra proviene etimológicamente del griego σφυγμός [sphygmós] que significa pulso y de la palabra manómetro (que proviene del griego y se compone de μανός [manós], «raro, escaso, poco denso», y μέτρον [métron], «medida»). También es conocido popularmente como tensiómetro o baumanómetro, aunque su nombre correcto es manómetro. Se compone de un sistema de brazalete inflable, un manómetro y un estetoscopio para auscultar de forma clara el intervalo de los sonidos de Korotkoff (sistólico y diastólico). La toma de la presión arterial es una de las técnicas que más se realiza a lo largo de la vida de una persona, e igualmente resulta ser una de las técnicas de atención primaria o especializada más habitualmente empleadas, aportando al personal médico un dato imprescindible para saber cómo una persona se encuentra en relación con su supervivencia (generalmente asociado a su función circulatoria), cumpliendo una misión fundamental en la medicina preventiva. También es el instrumento de elección para realizar la prueba de torniquete.
El esfigmomanómetro proporciona una medida indirecta de la presión arterial. La medida directa se realiza en algunos casos clínicos por métodos de cateterismo arterial (o canulación). Además del método intraarterial o directo, las formas de medición de la tensión arterial se pueden clasificar en: cambio de color capilar, a través del pulso, auscultatorio, oscilométrico y por efecto doppler con ultrasonido. Existen diversos esfigmomanómetros en la actualidad: los tradicionales de columna de mercurio, los aneroides (de aguja empujada por resortes interiores, en lugar de la columna de mercurio) y los digitales. Cada uno de estos sistemas posee características propias, siendo los más precisos los de columna de mercurio (desde comienzos del siglo XXI en desuso en Europa.). La precisión de los esfigmomanómetros de manómetro de dial circular depende de su radio. Los digitales poseen menos precisión que los de mercurio, pero son automáticos y fáciles de operar. 
El dispositivo con carácter no invasivo que se conoce en la actualidad fue inventado por Samuel Siegfried Karl Ritter von Basch en el año 1881. El científico Scipione Riva-Rocci introdujo una versión del instrumento más sencilla en 1896. En el año 1901, Harvey Cushing modernizó el dispositivo y lo popularizó dentro de la comunidad médica. El médico e investigador ruso, pionero de la cirugía vascular Nikolái Korotkov aportó en 1905 el método auscultatorio a la esfigmomanometría, que sigue teniendo vigencia en la actualidad.

## Funcionamiento
En el ciclo de bombeo, el corazón y el sistema circulatorio pasan por un máximo de presión que coincide con el bombeo de sangre (sístole o contracción). Tras este punto de máxima presión, el corazón se relaja y se llena de sangre procedente de las venas, alcanzando un mínimo de presión (diástole o relajación), completando de esta forma un ciclo cardíaco. El esfigmomanómetro se emplea como instrumento de medida de estos valores extremos de presión debidos al flujo sanguíneo, es decir de la presión sistólica (de contracción del corazón, o de bombeo) y de presión diastólica, medidas habitualmente en milímetros de mercurio así como en kPa (kilo-Pascales). Los modelos suelen indicar un rango que va desde los 0 mmHg a los 300 mmHg (que es rango de la presión arterial medible en los humanos), existiendo modelos que permiten medir solo hasta los 260 mmHg.
El esfigmomanómetro consiste en un brazalete (también llamado brazal) que es inflado con una perilla manual, o cualquier otro dispositivo que bombee aire, inflando el brazalete hasta que oprime el brazo. La presión dentro del aire del brazalete se mide mediante un manómetro que indica la presión sanguínea. El manómetro y el brazalete se encuentran unidos por un manguito de goma. La opresión del brazo se eleva hasta que, por oclusión, cesa el tránsito de sangre por la arteria braquial (denominada también arteria humeral) en su fosa cubital; esta oclusión ocurre a unos 250 mmHg aproximadamente. La perilla, o dispositivo de bombeo, posee una válvula de purga (o válvula de aeración o en algunos casos válvulas Check) que permite descender la presión del brazalete de una forma controlada. La colocación del estetoscopio en la arteria braquial permite auscultar los intervalos de audición de los sonidos de Korotkoff. Después se realizan las anotaciones proporcionadas por el instrumento. 

### Esfigmomanómetro digital

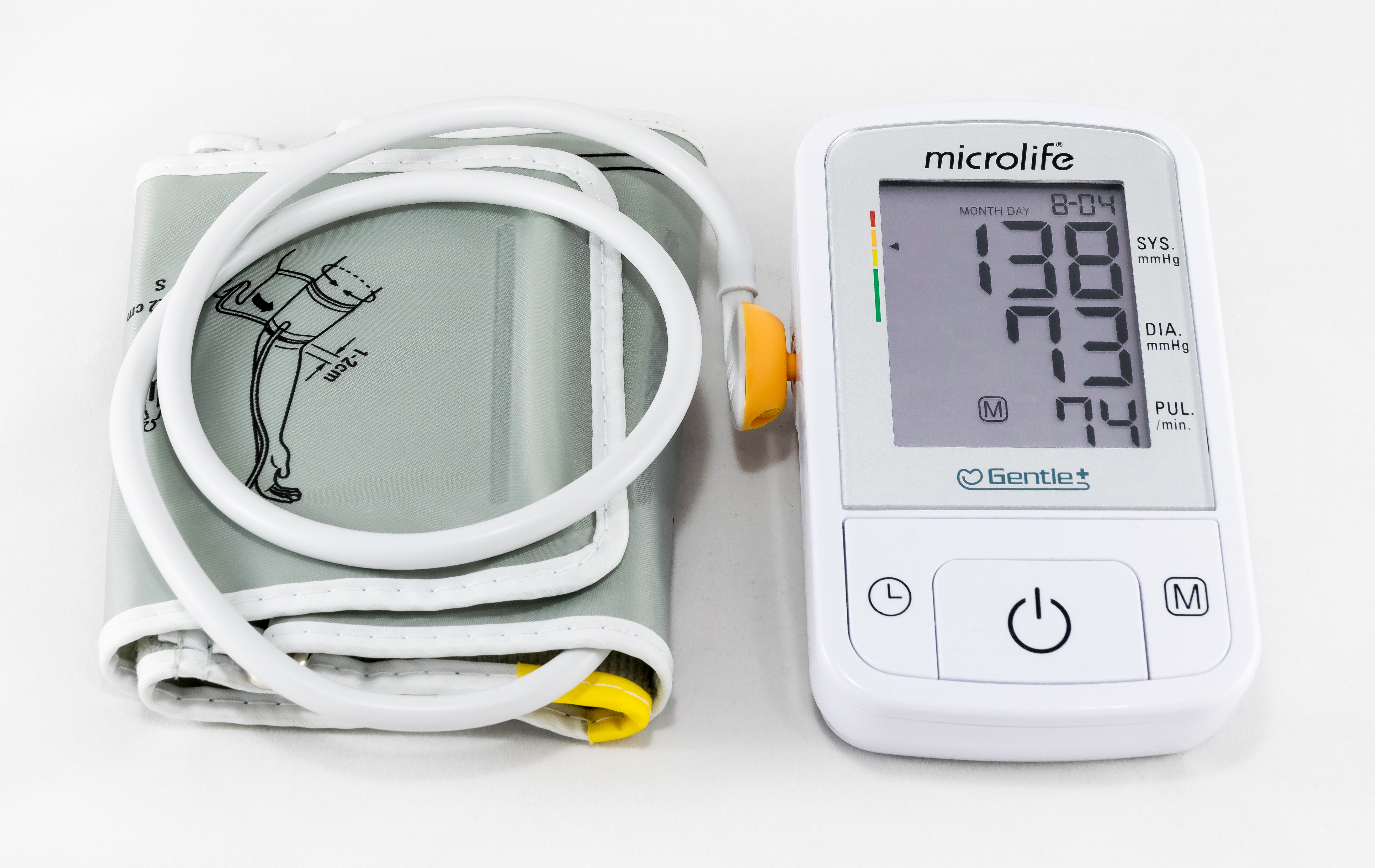
Esfigmomanómetro digital de brazo.

Los esfigmomanómetros automáticos (denominados también digitales) pueden ser de brazalete aplicable a la muñeca, al brazo o incluso a un dedo. Cuanto más distal es el punto de medida de la tensión arterial, mayor es la influencia de la vasoconstricción periférica sobre los resultados de la medición. El funcionamiento básico de este dispositivo es similar: posee su brazalete y su manómetro; a veces incorpora un compresor eléctrico para inflar el brazalete. Contienen también una pequeña computadora que dispone de memoria y reloj. El brazalete dispone además en su interior de sensores capaces de detectar los sonidos de Korotkoff, permitiendo conocer el intervalo de presión diastólica y sistólica. Por regla general, suelen medir la presión arterial media. Generalmente, este tipo de aparatos contiene un sistema auscultatorio y otro oscilométrico. El sistema auscultatorio se fundamenta en un micrófono ubicado en el brazalete y que interpreta los ruidos de Korotkoff, mientras que los dispositivos oscilométricos analizan la transmisión de vibración de la pared arterial. El sistema oscilométrico no permite detectar los pulsus alternans y los pulsus paradoxus. La mayoría de los vendedores emplea el procedimiento oscilométrico, desplazando al auscultatorio, existiendo algunos otros que emplean las dos técnicas de medición indistintamente y aprovechan las ventajas de cada una.
Los tensiómetros automáticos permiten a los pacientes hipertensos controlar a diario y de una forma sencilla su tensión y pulso sin salir de casa. La operación básica consiste en aplicarse el brazalete y, pulsando un botón, se activan los procesos de medida durante un par de minutos. Las memorias de estos instrumentos permiten grabar automáticamente las medidas, permitiendo hacer un seguimiento y evolución de la tensión arterial. Sin embargo, es necesario tener en cuenta que no pueden sustituir a las visitas al médico. Entre las desventajas que tienen estos instrumentos de medida automática se encuentra su menor precisión, en comparación con los esfigmomanómetros aneroides y los de columna de mercurio. Suelen requerir de reajuste cada nueve o doce meses. En casos de presión arterial muy baja (paciente en situación de choque) algunos equipos automáticos pueden dar lecturas erróneas. Entre sus ventajas, se encuentra además puede ser usado en los ambientes ruidosos de medicina de urgencia donde no puede efectuarse una auscultación fiable. De la misma forma, resultan aconsejables en entornos donde hay elevada demanda asistencial tales como clínicas, centros sanitarios, hospitales, etc. Los esfigmomanómetros electrónicos o automáticos, no requieren de un estetoscopio adicional.

## Medida de la tensión

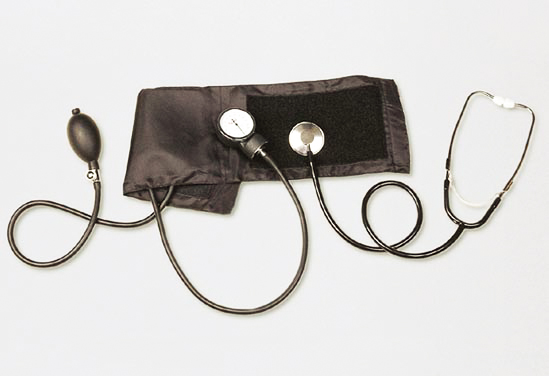
Equipo clásico de esfigmomanómetro aneroide y su estetoscopio para la auscultación.

La parte superior de los brazos se encuentra a la altura del corazón y es un lugar muy adecuado para la colocación del brazalete neumático, aunque también puede hacerse por encima del pliegue del codo a dos centímetros, aproximadamente. Alrededor del brazo y a la altura del corazón es el lugar elegido para colocar el brazalete inflable el cual es fijado mediante un cierre de velcro. Suele preferirse el brazo cercano al corazón (izquierdo) que el derecho, pero no suele haber diferencias en las medidas con la precisión que da el instrumento. A veces se suele tomar la presión en ambos brazos, y si se encuentra una diferencia superior a 10 mmHg se valora la diferencia. A veces se realizan dos tomas de la presión arterial separadas entre sí por 2 minutos y se promedian los valores obtenidos. En los casos de arritmia se suele tomar la presión al menos cinco veces por consulta. 
El paciente debe estar sentado en una silla y relajado durante al menos quince minutos antes de la medición. Las posturas aconsejadas son decúbito supino o en sedestación con el brazo a explorar a la altura del esternón y apoyado (sin tensión muscular). Para realizar la medida se recomienda que el sujeto permanezca relajado, en una habitación tranquila y con temperatura confortable. Al colocar el brazalete, la mano debe reposar en una superficie con la palma hacia arriba y en posición relajada. El aparato, en el caso de columnas de mercurio, debe estar a la altura de los ojos del observador.

### Procedimiento de medida
Se comienza palpando el brazo en busca del pulso de la arteria braquial, lugar en el que se colocará el diafragma del estetoscopio. Dicha arteria se sitúa entre los músculos bíceps braquial y braquial; en su trayecto inferior-lateral acompaña al nervio mediano. El brazalete se coloca anteriormente y se eleva la presión con la perilla hasta ocluir la arteria; se sabe cuándo se realiza la oclusión cuando no hay pulso, generalmente a 30 mmHg por encima de la desaparición del pulso radial. Se coloca el diafragma del estetoscopio y se libera la presión del brazalete lentamente (a unos 3 mmHg/s aproximadamente) hasta que la presión del brazalete llega a un punto ligeramente inferior a la presión sistólica. A medida que sale el aire no se oye nada, pero a medida que disminuye la presión, comienza a hacerse perceptible el latido mediante auscultación de los primeros ruidos de Korotkoff (fase I). Al estar ocluida ligeramente la arteria, la velocidad del flujo sanguíneo es elevada en los periodos de latido y su flujo es turbulento. La arteria permitirá caudal en la sístole y el ruido que se oye por el estetoscopio es similar al del latido. En ese momento, se toma la presión sistólica (o presión de bombeo). 
La presión continúa descendiendo lentamente mientras se van escuchando los cinco tipos de sonidos de Korotkoff por el estetoscopio. Algunos de ellos son similares a los murmullos. Cuando se escuchan los últimos latidos antes del silencio, se anota la presión diastólica (mínima). El flujo por debajo de la presión diastólica es perceptible como un continuo ruido de fondo, debido a las turbulencias del flujo sanguíneo (generalmente las fases IV y V de los ruidos de Korotkoff), pero se distinguen de las características cinco fases de los ruidos de Korotkoff en que no se detectan ya latidos, ni murmullos periódicos debido a que la arteria permanece abierta durante todo el ciclo del corazón.

### Factores que alteran la medida

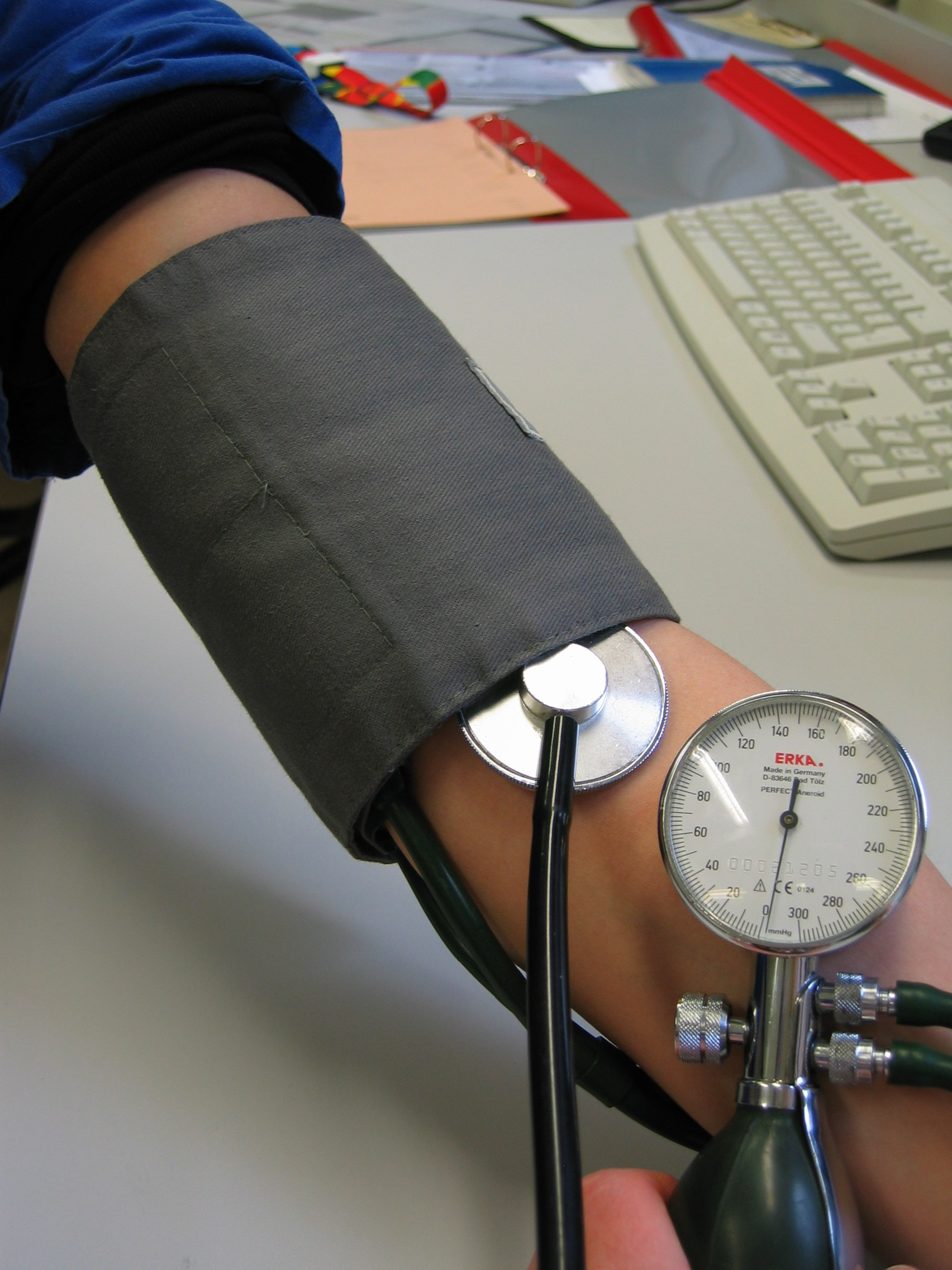
Inicio de la medida de la presión arterial en la que se puede ver la disposición del diafragma del estetoscopio puesto sobre la arteria, el dial del anemómetro está a la vista del observador.

- Como los niveles de tensión arterial varían a lo largo del día, suele recomendarse que se tome periódicamente a la misma hora y en el mismo lugar. Cualquier variación en el entorno favorece los cambios en la medida. La temperatura de la habitación afecta a la medida, aumentando los valores unas unidades de mmHg si la habitación es fría y bajando la tensión si la habitación se encuentra caliente. Es ideal que se encuentre en torno a los 20 ºC.
- En algunas personas el estrés emocional que supone estar en hospitales o centros de salud eleva los niveles de tensión en lo que se denomina hipertensión de bata blanca.
- La ingesta previa en un plazo previo no superior a la media hora de cualquier bebida alcohólica o excitante como puede ser el café altera las medidas, pudiendo llegar a subir una decena de mmHg.
- El tamaño del brazalete y su ubicación en el brazo puede ofrecer dispersión de medidas realizadas con un mismo aparato. Si se ubica lejos de la arteria que debe comprimir para impedir el paso de la sangre, previamente tiene que comprimir otros tejidos y esto hace que aumente la cifra de la presión arterial. Existen tablas con diámetros de brazaletes en función de la edad del paciente.
- La ubicación del brazalete sobre la ropa, siendo aconsejable que el brazo se encuentre desnudo.
- Que el aparato de medida pueda estar/o no correctamente calibrado. Un error de 5 mmHg permitirá decidir a un facultativo, por error, que un porcentaje de los pacientes sea diagnosticado erróneamente como hipertenso/hipotenso. Es por esta razón por la que este instrumental debe estar correctamente calibrado.
- En los ambientes hospitalarios de urgencia puede haber entornos de nivel de ruido elevado y esta situación puede alterar la medición si se realiza auscultación.
- Las medidas que realizan sobre sí mismas las personas (auto-auscultación) pueden verse sometidas a sesgos que falseen la medida: generalmente sesgo de auto-confirmación, aunque también puede ocurrir que los pacientes hipertensos tiendan a leer bajas medidas, mientras que los hipotensos las eleven.[10]
- Al posible déficit de audición, se añaden errores comunes en la medición como puede ser el redondeo de cifras o preferencia por determinados dígitos [0 y 5], olvido de la lectura, influencia de lecturas previas, etc.

## Mantenimiento
Los esfigmomanómetros necesitan de operaciones de mantenimiento preventivo debido a que se van desajustando lentamente, dependiendo del tipo, con el uso continuado. Por regla general son instrumentos de medida sensibles a golpes y/o vibraciones. Los que mayor estabilidad presentan son los de mercurio siendo desde varias décadas el "patrón oro" (denominado también gold standard) sobre el que se han realizado las medidas de los estudios clínicos de presión arterial. Pero debido al contenido contaminante del mercurio en algunos países se van retirando lentamente de los centros de salud. Los esfigmomanómetros aneroides sufren una descalibración lenta, y a veces un simple golpe descompensa el mecanismo aneroide de su interior perdiendo fiabilidad en la medida. Su mantenimiento requerido puede llegar a ser caro para un usuario no-profesional. Los esfigmomanómetros se van descalibrando y requieren operaciones metrológicas cada seis o nueve meses, dependiendo del modelo y del uso intensivo que se haga de ellos. No obstante en las operaciones de mantenimiento cabe la posibilidad de fugas en el sistema neumático de inflado.
Existen organismos internacionales que proporcionan listas de instrumental para la medida de la presión arterial, indicando el nivel de calidad y servicio clínico que pueden prestar, algunas de ellas son la British Hypertension Society (BHS) y la Association for the Advancement of Medical Instrumentation (AAMI). Por regla general para aprobar los criterios de la AAMI la diferencia media entre el equipo automático y el esfigmomanómetro de mercurio estándar ha de ser como máximo de 5 mmHg o la desviación típica como máximo de 8 mmHg. Para reunir los criterios con la BHS es necesario que la medida sea acorde con el esfigmomanómetro de mercurio estándar siendo marcado con tres adjetivos en la medida de la presión sitólica/diastólica: bueno (A), normal (B) y deficiente (D). Siendo la mejor calificación de un equipo de medida de la tensión arterial de acuerdo con la British Hypertension Society la A/A.

### Calibrado
La necesidad de tener un instrumento de medida calibrado es vital en el caso de la medida de la presión arterial por ser esta uno de los parámetros sobre el estado circulatorio de un paciente. Se vigila la temperatura ambiente del lugar donde se realiza la calibración de los instrumentos de medida. El calibrado se suele hacer comparando la presión medida en el manómetro "de referencia" con el que es objeto de calibración. Para ello se conectan los dos manómetros mediante un tubo en “Y” a un solo brazalete o una cámara de presión especial. Se disminuye la presión lentamente y se va anotando los valores indicados en ambos. Se consideran calibrados si la diferencia entre ambos es inferior a los ±3 mmHg (±0.4 kPa).

## Historia del esfigmomanómetro

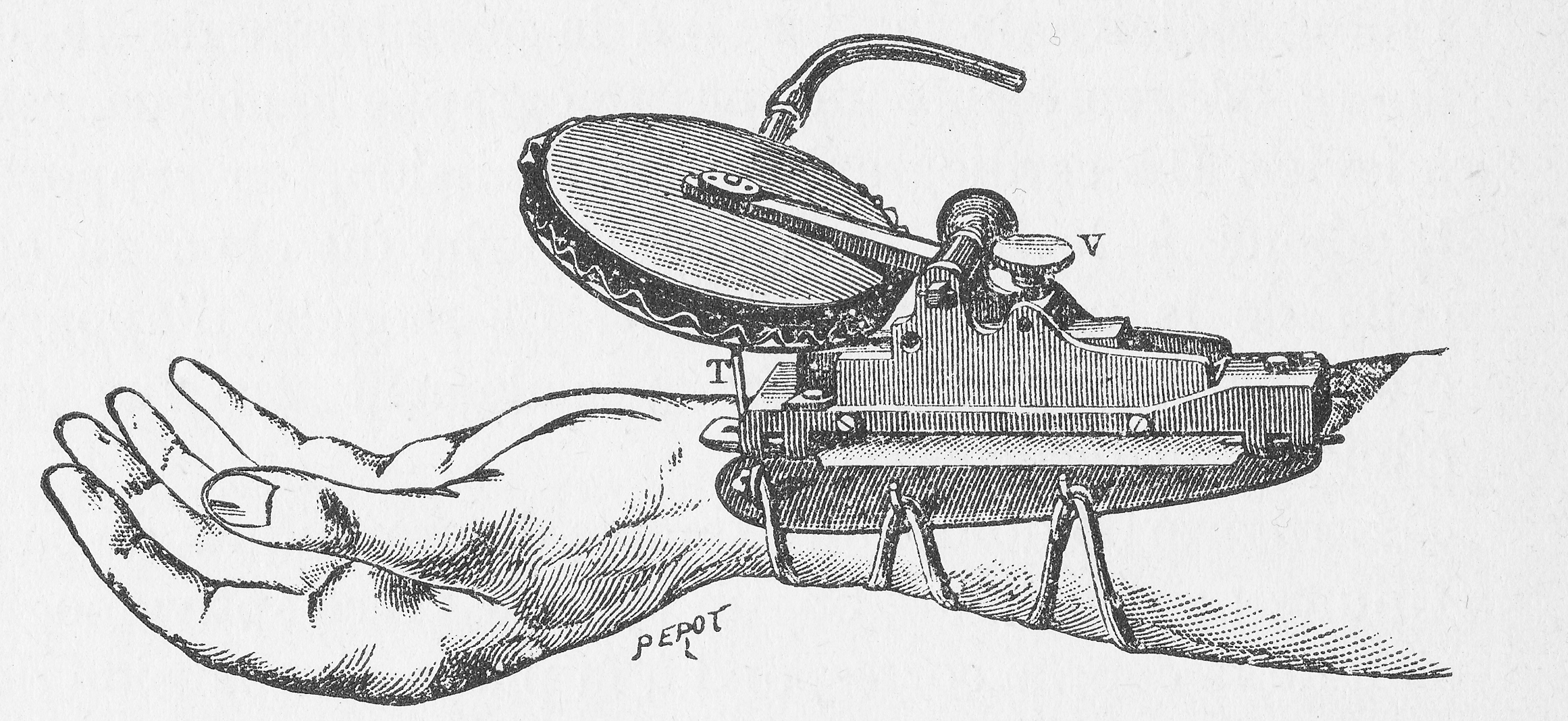
Un esfigmomanómetro de Marey inventado en 1881

La evolución del esfigmomanómetro va ligada a la historia de la medida de la presión arterial. Los médicos egipcios ya tomaban el pulso mediante palpación de las arterias. No obstante la medición de la presión arterial se comenzó a realizar a mediados del siglo XIX, siendo el primero el doctor Stephen Hales que realizó los primeros experimentos para medir la presión sanguínea. Para realizar esta operación canalizó por primera vez la arteria de una yegua con un tubo de vidrio y observó cómo la columna de sangre ascendía con cada latido del corazón. El fisiólogo francés Poiseuille fue el primero en emplear una columna de mercurio como primera idea de instrumento de medición de la presión arterial, en 1828 gana una medalla en la Academia de Medicina de París por dichas investigaciones. Un año antes Samuel Siegfried Karl Ritter von Basch inventó el esfigmomanómetro de columna de agua. Las ideas de Poiseniulle permiten al médico y fisiólogo alemán Carl Ludwig desarrollar el kimografo en 1847. Los métodos desarrollados por estos investigadores eran invasivos y consistían en la introducción de una cánula directamente en el sistema circulatorio. 
Hasta 1855, no se comenzaron a vislumbrar formas de medición "no invasiva", y uno de sus precursores fue el fisiólogo alemán Vierordt con su precursor denominado esfigmógrafo. Sus ideas eran buenas, pero obtuvo el éxito esperado cuando Etienne Jules Marey en 1860 mejora el instrumental y diseña un esfigmomanómetro portátil y no intrusivo. Su instrumento gana adeptos poco a poco en el mundo médico de finales del siglo XIX. El avance de las técnicas no invasivas fue determinante con las mejoras realizadas a los esfigmomanómetros, y una de las más relevantes fue la que en 1896 realiza Scipione Riva-Rocci inventando el esfigmomanómetro de columna de mercurio. En 1905 el médico ruso Nikolái Korotkov descubre un método "no invasivo" capaz de medir fácilmente la presión arterial mediante auscultación. Comunica su descubrimiento en una simple nota de 207 palabras a la Academia de Ciencias Médicas de San Petersburgo. Y en 1915 William A. Baum inventa el baumanómetro esfigmomanómetro tal y como se conoce a comienzos del siglo XXI, su avance permite medir la tensión con un instrumento portable. 
En la década de los setenta se comenzaron a introducir en los ambientes hospitalarios los esfigmomanómetros digitales capaces de realizar medidas automáticas. Los avances en la miniaturización de los componentes electrónicos, y su continuo abaratamiento, logró que a finales del siglo XX fuese posible adquirir un instrumento de medida y realizar las medidas sin la asistencia de personal cualificado. A comienzos del siglo XXI es un electrodoméstico que se puede adquirir en farmacias. Los esfigmomanómetros de mercurio se han ido retirando paulatinamente debido a la toxicidad de dicho metal y los problemas medioambientales que plantea el reciclado o el de sus residuos en caso de rotura. El mercurio contenido en las ampollas es un contaminante no degradable, bioacumulable, que pasa al medio ambiente por evaporación o a través de las aguas residuales, y se deposita en el fondo marino, en el suelo y en sedimentos que pueden entrar posteriormente en la cadena alimenticia.